# Giro di Lombardia 1932
Il Giro di Lombardia 1932, ventottesima edizione della corsa, si svolse il 23 ottobre 1932 su un percorso di 265 km con partenza e arrivo a Milano. Fu vinto dall'italiano Antonio Negrini, giunto al traguardo con il tempo di 8h40'01", alla media di 30,575 km/h, precedendo i connazionali Domenico Piemontesi e Remo Bertoni. Conclusero la prova, organizzata dalla Gazzetta dello Sport, 47 dei 98 ciclisti al via.

## Percorso
La prova partì da via Padova a Milano e attraversò nell'ordine le seguenti località: Gorgonzola (km 15), Vaprio d'Adda (km 26,5), Boltiere, Osio Sotto (km 35), Bergamo (km 44,8), Ponte San Pietro, Calolzio, Lecco (km 77,3), Onno, Bellagio con la salita alla Madonna del Ghisallo, Barni (km 107,6), Asso, Erba (km 123,7), Villalbese, Como (km 138), San Fermo della Battaglia con la relativa salita, Olgiate Comasco (km 151), Malnate, Varese (quartiere Biumo), Arcisate, Porto Ceresio (km 175,8), Ponte Tresa con la salita verso Marchirolo, Grantola (km 198,7), Rancio con la salita verso Brinzio (km 206), di nuovo Varese, Lozza, Tradate (km 229,6), Mozzate e Saronno. L'arrivo fu all'Arena Civica a Milano dopo 260 km di corsa.

## Ordine d'arrivo (Top 10)
| Pos. | Corridore           | Squadra        | Tempo    |
| ---- | ------------------- | -------------- | -------- |
| 1    | Antonio Negrini     | Atala          | 8h40'01" |
| 2    | Domenico Piemontesi | Gloria         | s.t.     |
| 3    | Remo Bertoni        | Legnano        | s.t.     |
| 4    | Aldo Canazza        | Wolsit         | s.t.     |
| 5    | Mario Cipriani      | Ganna          | s.t.     |
| 6    | Michele Mara        | Bianchi        | s.t.     |
| 7    | Giovanni Firpo      | Gloria         | s.t.     |
| 8    | Pietro Rimoldi      | U.S. Legnanese | s.t.     |
| 9    | Antonio Fraccaroli  | U.S. Milanese  | s.t.     |
| 10   | Giovanni Vitali     | -              | s.t.     |